# Cerf courant dans la neige
Cerf courant dans la neige est un tableau réalisé par le peintre français Gustave Courbet vers 1856-1857. De format horizontal, cette huile sur toile représente un cerf passant à la course près d'un buisson, dans un paysage enneigé. L'œuvre est conservée au musée Artizon, à Tokyo, au Japon.

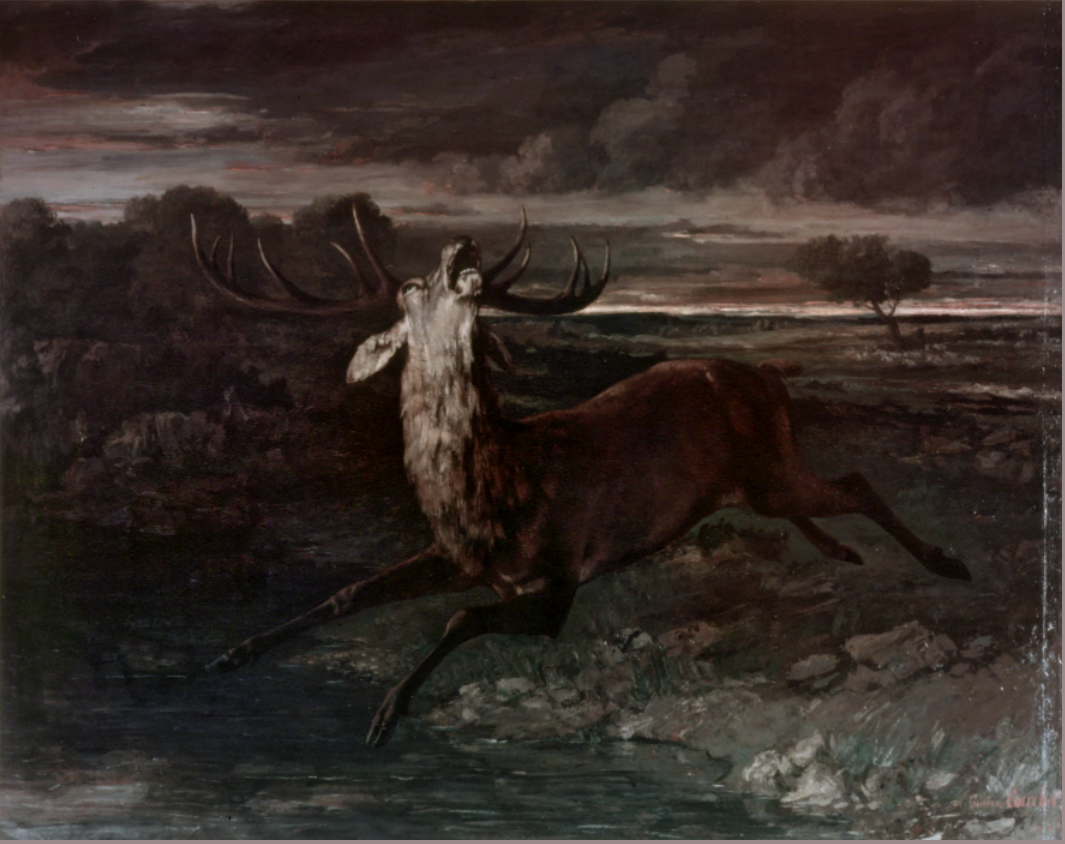
Le Cerf à l'eau, 1861 – Musée des Beaux-Arts de Marseille, Marseille.
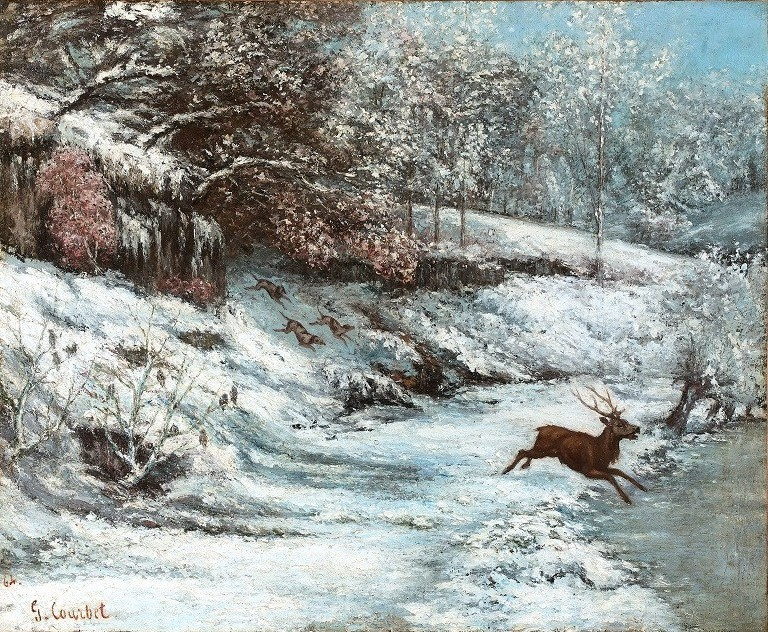
Scène de chasse sous la neige, 1864 – Musée de la Chasse et de la Nature, Paris.
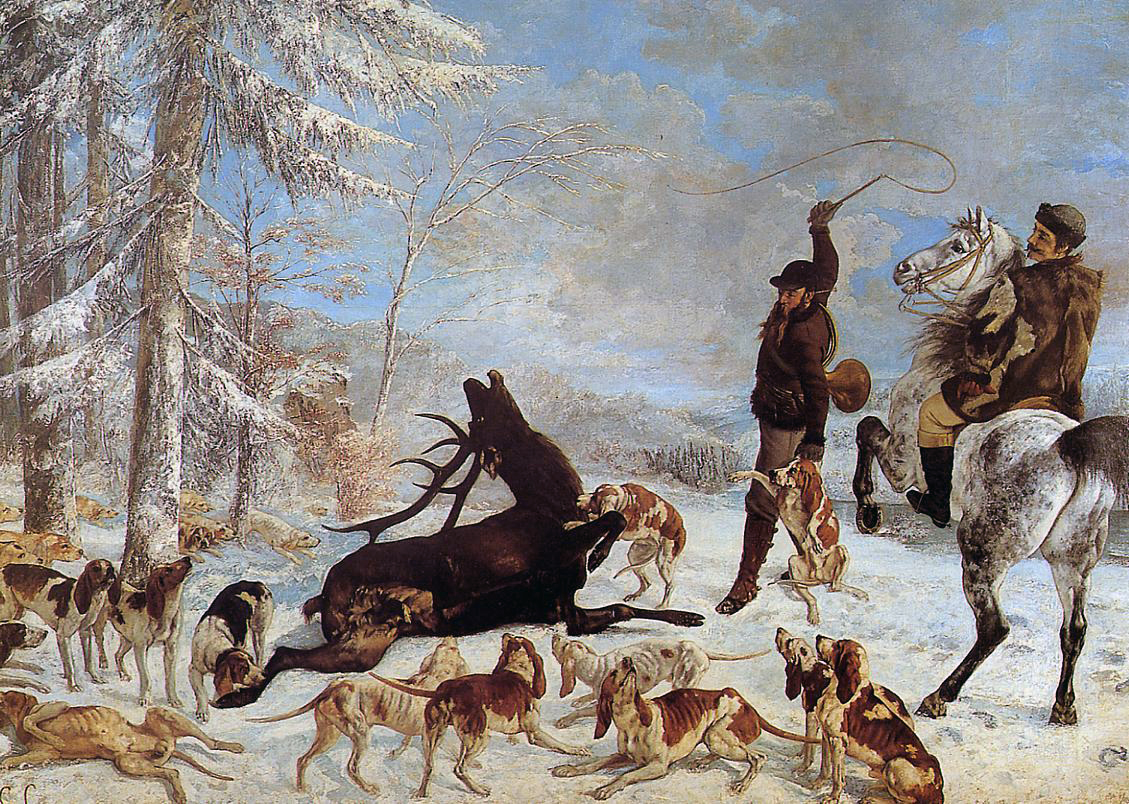
L'Hallali du cerf, 1867 – Musée des Beaux-Arts et d'Archéologie de Besançon, Besançon.